# St. Maria Königin (Sitterdorf)

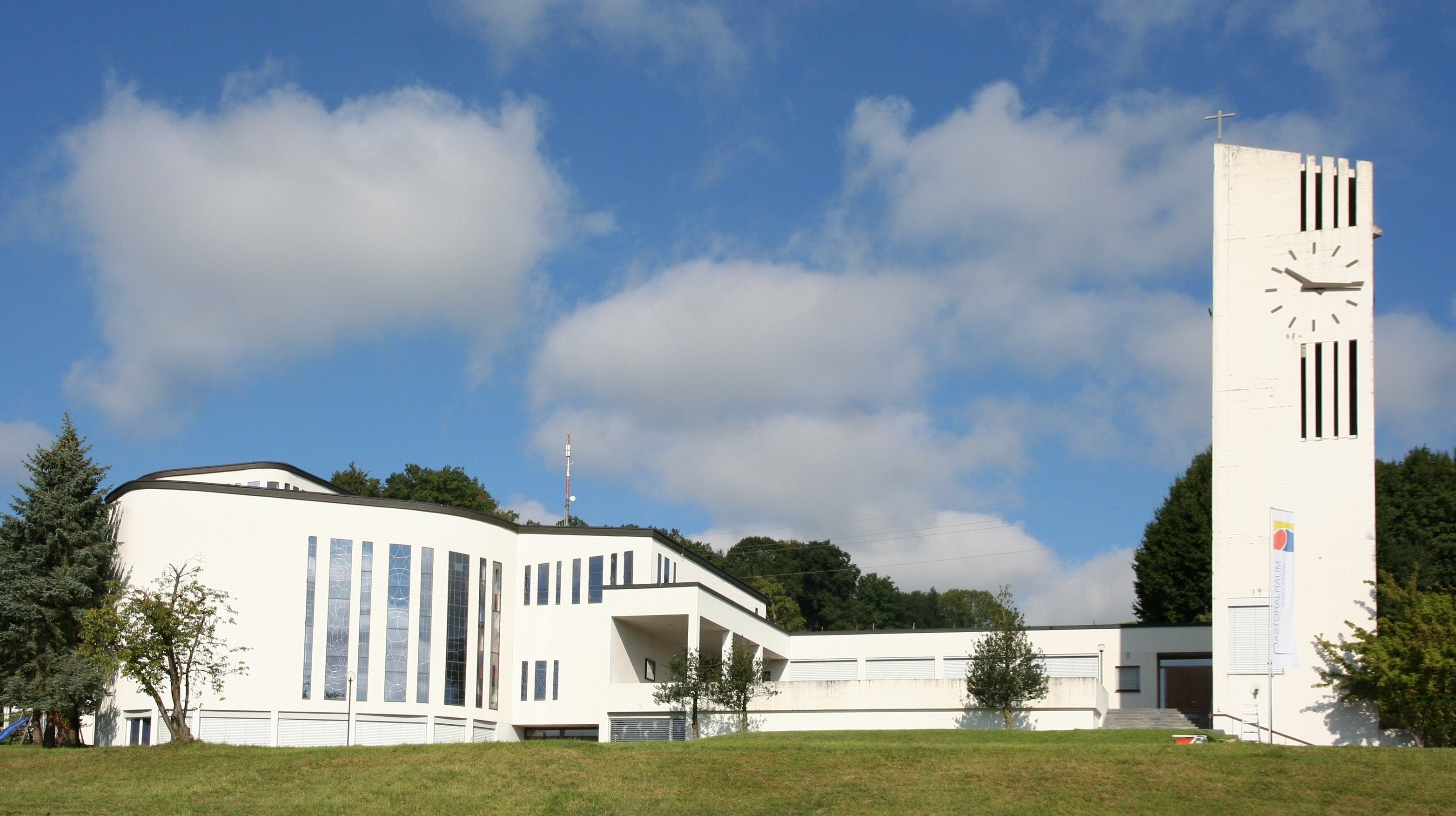
Kirche St. Maria Sitterdorf

Die Kirche St. Maria Königin ist die römisch-katholische Pfarrkirche von Sitterdorf im Kanton Thurgau. Sitterdorf gehört zum Pastoralraum Bischofsberg im Bistum Basel, der sich aus den Pfarreien Bischofszell-Hauptwil-St. Pelagiberg und Sitterdorf zusammensetzt.

## Geschichte

### Vorgeschichte
Bereits im Mittelalter gab es in Sitterdorf eine Pfarrkirche, die dem hl. Martin geweiht war. Diese Kirche ist seit dem 13. Jahrhundert urkundlich bezeugt. Gegen den Widerstand des Abtes der Fürstabtei St. Gallen traten die Pfarreiangehörigen im Jahr 1528 geschlossen zum reformierten Glauben über. Doch dann wurde die Messe wieder eingeführt, und 1633 bekamen die Katholiken von Sitterdorf einen eigenen Seelsorger zugeteilt. Fortan wurde die St. Martinskirche paritätisch genutzt, bis 1961 die katholische Kirche Maria Königin fertiggestellt war.

### Baugeschichte und Pfarrei
Im Jahr 1953 beschloss die katholische Bevölkerung von Sitterdorf, eine bevorstehende Renovation der paritätischen Kirche zum Anlass zu nehmen, das Simultanverhältnis aufzulösen. 1955 wählte die Gemeinde als Bauplatz für die katholische Kirche das Areal Im Letten aus, das am Ortsrand an erhöhter Lage ist. 1958 kam eine Einigung zwischen den Reformierten und den Katholiken zustande, und am 3. April 1960 stimmten die Katholiken dem Bauprojekt des Zürcher Architekten Fritz Metzger zu. Nach zweijähriger Bauzeit weihte der Bischof von Basel, Franziskus von Streng, am 29. Oktober 1961, dem Christkönigsfest, die Kirche der Gottesmutter Maria.
1984 wurde die Kirche ein erstes Mal renoviert. Eine weitere Sanierung erfolgte im Jahre 2009.
Zur Kirchgemeinde St. Maria Sitterdorf gehören die Ortschaften Sitterdorf und Zihlschlacht (mit Oberegg, Blidegg und Degenau). Ein Teil der Ortschaft Hohentannen sowie ein kleiner Bereich der Gemeinde Muolen gehören ebenfalls zur Kirchgemeinde. Sie zählt rund 850 Mitglieder (Stand 2016).

## Baubeschreibung

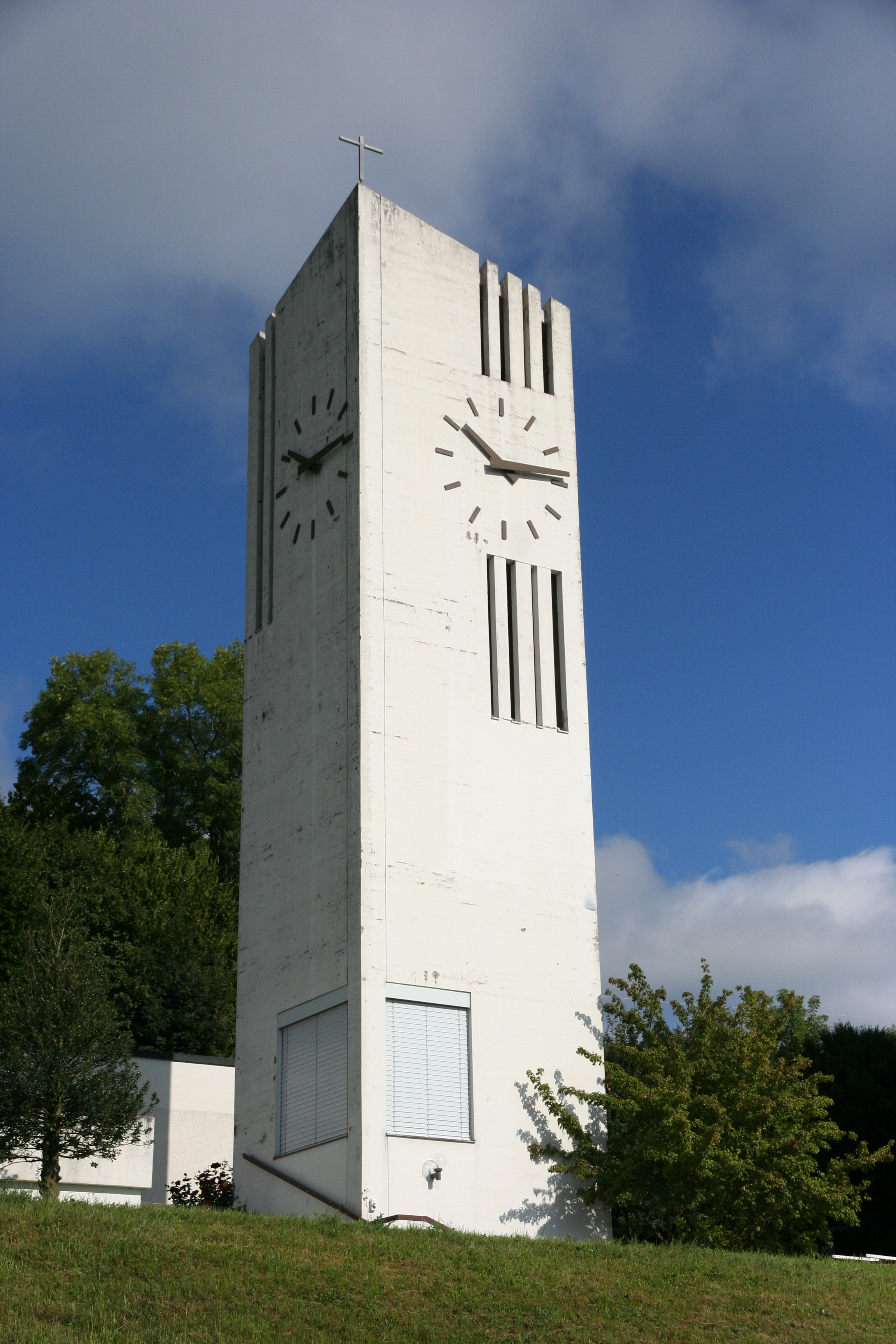
Glockenturm

### Kirchturm und Äusseres
Fritz Metzger gestaltete das Ensemble von Kirche, Pfarreizentrum, Pfarrhaus und Kirchturm in modernem Architekturstil auf einem langgezogenen, dreiecksähnlichen Grundriss. Im nach Art eines Campanile freistehenden, viereckigen Glockenturm mit abgeschrägter Dachfläche ist im Erdgeschoss ein Raum für die Jugendgruppen untergebracht. 
In der Glockenstube hängt ein vierstimmiges Geläut der Glockengiesserei Schilling in Heidelberg aus dem Jahr 1961:
| Glocke | Name               | Gewicht | Schlagton |
| ------ | ------------------ | ------- | --------- |
| 1      | Muttergottesglocke | 2361 kg | c′        |
| 2      | Antoniusglocke     | 1302 kg | es′       |
| 3      | Martinusglocke     | 0918 kg | f′        |
| 4      | Engelglocke        | 0610 kg | as′       |

Jede der vier Glocken trägt eine Inschrift. Auf der kleinsten, der Engel-Glocke, steht: «Lobet den Herrn ihr seine Engel alle, ihr starken Helden, die ihr sein Wort vollführt.»

### Innenraum und künstlerische Ausstattung

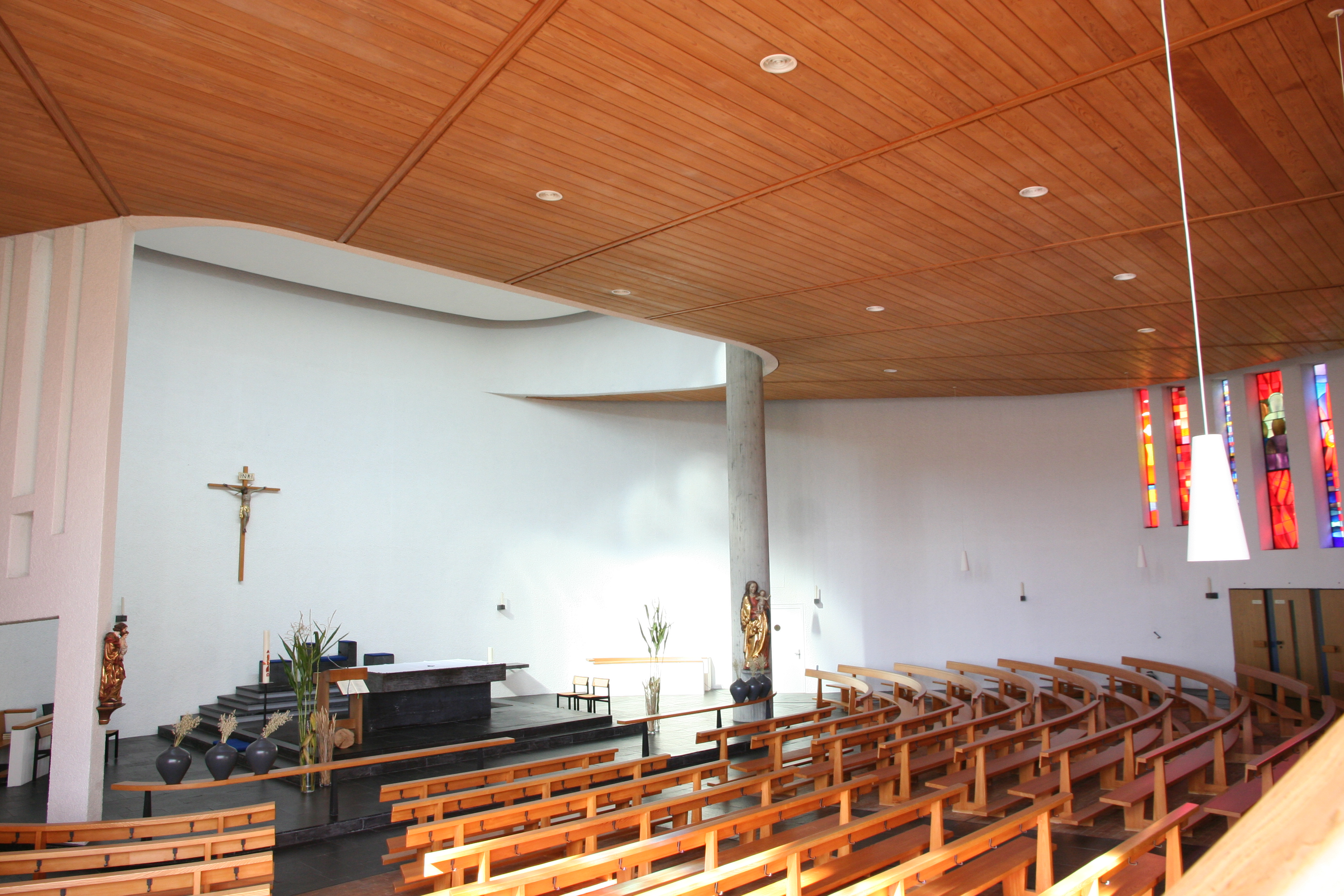
Innenansicht

Das Innere der Kirche besteht aus einem querovalen Raum, der sich aus verschiedenen Kreissegmenten zusammensetzt. Über dem Altarraum befindet sich ein schräg gestellter Baldachin, der zur guten Akustik der Kirche beiträgt. Gestützt wird das Dach über dem Altarraum durch eine einzelne Säule auf der rechten Seite und eine Seitenwand, die durch vertikale Schlitze durchbrochen ist. Diese Seitenwand grenzt den Altarraum vom Seitenaltar ab, auf dem sich der Tabernakel befindet. Geschmückt wird der Tabernakel durch weisse Emailleplatten, in deren Fugen sich goldene Dornenzweige zeigen. Der brennende Dornbusch aus dem Alten Testament weist auf die Präsenz Gottes im geweihten Brot hin, das im Tabernakel aufbewahrt wird. Über dem Tabernakel ist ein Kreuz mit Corpus angebracht, welches wiederum mit weissen Emailleplatten belegt ist. Der Hauptaltar stand ursprünglich an der Chorwand an erhöhtem Platz, wurde aber nach der Liturgiereform zum Volksaltar umgenutzt. An seiner Stelle befinden sich die Priestersedien vor der Chorwand. Die Kirchenbänke bieten 350 Personen Platz. Als Besonderheit ist der Boden im Bereich der Kirchenbänke nicht mit den schwarzen Schieferplatten bedeckt, die den übrigen Kirchenboden gestalten, sondern mit Holzklötzchen, die mit langen Latten aus dunklem Holz gruppiert werden. An der Rückfront der Kirche befindet sich über der Taufkapelle und dem Haupteingang der Kirche die Empore. Auf ihr hat der Architekt ein permanentes, halbkreisförmiges Podest für den Chor errichtet. Die Orgel ist auf der Nordseite der Kirche angebracht. Die Werktagskapelle ist sowohl vom Kirchenraum als auch vom Vorplatz zugänglich und besteht aus einem schlichten längsrechteckigen Raum, der mit Glasfenstern geschmückt ist. Der geschwungene Kirchenraum erhält seinen sakralen Gestus durch die farbigen Glasfenster, die der Zürcher Kunstmaler Fritz Weigner geschaffen hat. In Rot-, Gelb- und Blautönen greifen die Fenster in abstrakten Motiven die Bedeutung der Kirchenpatronin als Maria Königin auf.

### Orgel
In der Anfangszeit wurde eine einmanualige Aushilfsorgel verwendet, bis im Jahr 1966 die heutige Orgel angeschafft werden konnte. Disponiert wurde das Instrument durch den Domorganisten Siegfried Hildenbrand, erbaut wurde die Orgel durch die Firma Gebrüder Späth aus Rapperswil SG. Dem Trend der 1960er Jahre folgend, besitzt das Instrument kein klassisches Orgelgehäuse, sondern lediglich Holzrahmen, die ein Gehäuse vorgeben. Der Prospekt ist mitraähnlich gestaltet und besteht aus Pfeifen der Register Flötbass 16′ und Praestant 8′. Wegen Platzmangels mussten einige Pfeifen liegend platziert werden. Das Instrument besitzt 1640 Pfeifen auf 24 Registern.
Disposition der Orgel:
| I Hauptwerk C–g3 |               |
| Quintatön        | 16′           |
| Praestant        | 8′            |
| Spitzflöte       | 8′            |
| Oktave           | 4′            |
| Holzflöte        | 4′            |
| Oktave           | 2′            |
| Terznone         | 1 3⁄5′ + 8⁄9′ |
| Mixtur IV–V      | 1 ⁄3′         |

| II Schwellwerk C–g3 |       |
| Harfenprinzipal     | 8′    |
| Koppelflöte         | 8′    |
| Prinzipal           | 4′    |
| Spitzgedeckt        | 4′    |
| Nachthorn           | 2′    |
| Spitzquinte         | 1 ⁄3′ |
| Scharf III–IV       | 1′    |
| Trompete            | 8′    |
| Schalmey            | 4′    |

| Pedalwerk C–f1 |         |
| Flötbass       | 16′     |
| Subbass        | 16′     |
| Prinzipal      | 8′      |
| Pommer         | 8′      |
| Choralbass II  | 4′ + 2′ |
| Rauschbass IV  | 2 ⁄3′   |
| Fagott         | 16′     |

- Koppeln

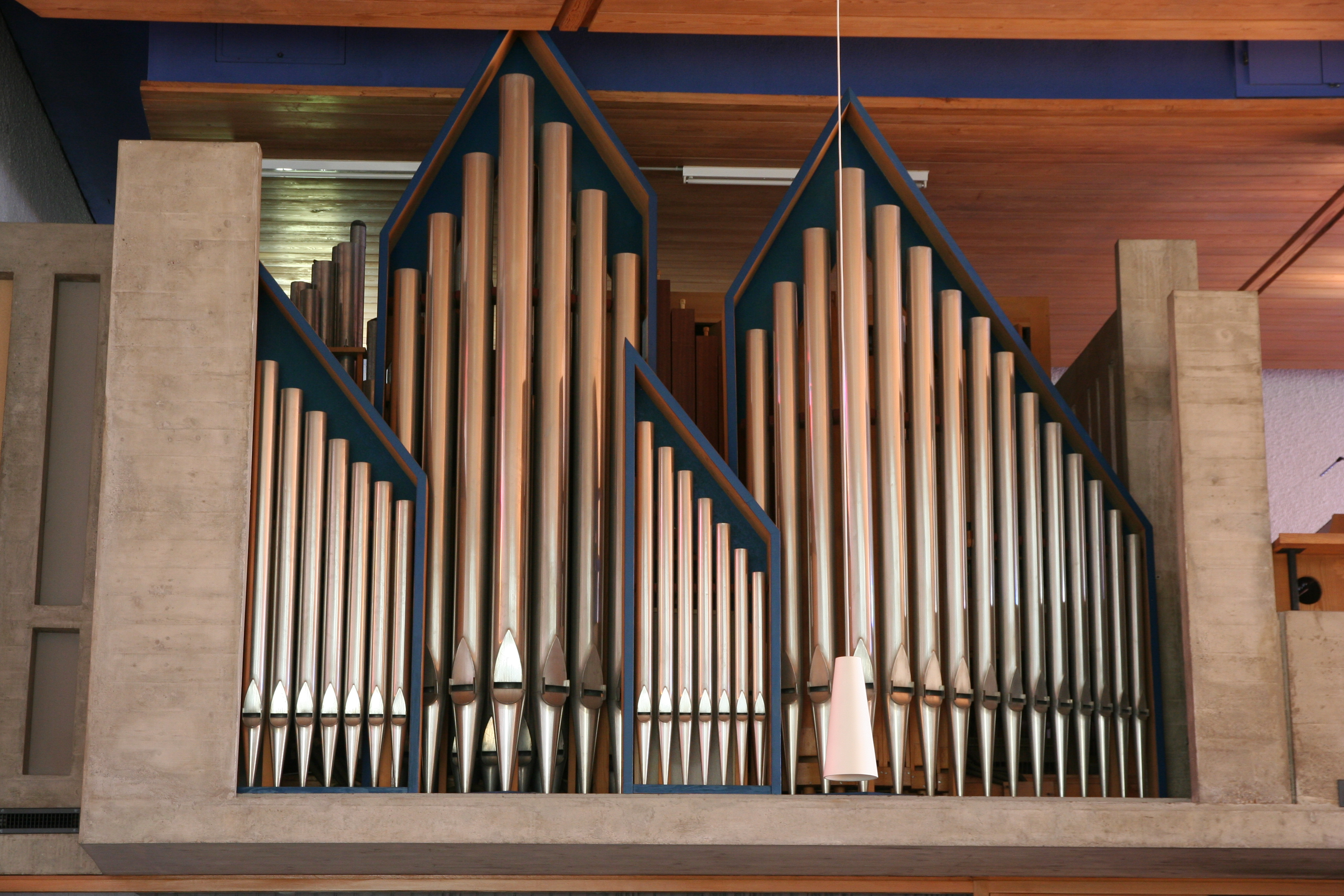
Späth-Orgel von 1966

- zwei freie und zwei feste Kombinationen
- Registercrescendo
- Schleifladen
- mechanische Spieltraktur
- elektropneumatische Registertraktur